# Johan Joseph Faict
Johan Joseph Faict (Leffinge, 22 mei 1813 - Brugge, 4 januari 1894) was de twintigste bisschop van Brugge.

## Opleiding
Faict was de zoon van een brouwer. Hij was leerling in het Diksmuidse 'Pensionnat Morel-Danheel', waar hij de jonge Ferdinand Van de Putte als onderwijzer had. Hij studeerde verder aan het Klein Seminarie in Roeselare, het Grootseminarie in Brugge en aan de Katholieke Universiteit Leuven. 
Op 9 juni 1838 werd hij tot priester gewijd. In 1839 werd hij professor in kerkgeschiedenis, wetenschappen en, een jaar later, moraaltheologie aan het grootseminarie in Brugge en in 1849 werd hij superior van het Klein Seminarie in Roeselare.

## Bisschop van Brugge
In februari 1864 werd hij tot coadjutor van bisschop Malou benoemd, die een paar weken later overleed. In september van dat jaar werd Faict definitief als opvolger benoemd, in oktober werd hij tot twintigste bisschop van het bisdom Brugge gewijd. Hij nam als wapenspreuk In fide et caritate (In geloof en liefde). In 1869-1870 nam hij deel aan het Eerste Vaticaans Concilie. Faict werd bisschop in woelige tijden, zowel binnen de kerk als in de Belgische samenleving.
Binnen de kerk vaardigde de paus als gevolg op het Concilie een encycliek uit onder de naam Quanta Cura, waar een Syllabus errorum werd aan toegevoegd dat zich tegen het modernisme keerde. Faict hield zich gedurende zijn ganse episcopaat aan de richtlijnen die hierin werden gegeven.
Op het politieke vlak werd de invloed van de liberale partij groot en zag men binnen de Kerk de pogingen tot verdere laïcisering van de staat als een bedreiging. Er kwamen wetten op de kerkfabrieken, de kerkhoven en het verplicht godsdienstonderricht in de rijksscholen en gemeentelijke scholen werd afgeschaft. Dat resulteerde in hevige reacties vanwege de ultramontaanse vleugel binnen de katholieke gemeenschap, ook de Belgische bisschoppen reageerden. Bisschop Faict nam principieel een strenge houding aan, hoewel hij in de praktijk een milde en voorzichtige koers volgde.
In de scherpere tegenstellingen tussen politieke partijen, ondersteunde bisschop Faict de katholieke partij en wendde zijn invloed aan, via de bevriende kranten en via politici, om tot grotere aanwezigheid te komen. Dit lukte, zodat vele gemeentebesturen in zijn bisdom (Brugge in 1876) en ook het provinciebestuur een katholieke meerderheid kregen. Voor het nationale niveau gebeurde dit in 1884.
Faict was bisschop in een periode dat het de West-Vlaamse kerk voor de wind ging. Hij kon bijna duizend priesters wijden. Hij hechtte groot belang aan de vorming van zijn priesters en stuurde er een stijgend aantal naar Leuven of Rome voor verdere studies. Op de jaarlijkse priesterretraites die werden georganiseerd was hij zelf steeds aanwezig. 
Voor wat betreft de gelovigen, was hij een groot voorstander van het oprichten van verenigingen die de volksdevotie ondersteunden. Hij stimuleerde vooral de Mariaverering. Ook gaf hij zijn steun aan het organiseren van 'patronaten' voor de jeugd. Processies, bedevaarten en volksmissies behoorden tot de activiteiten die hij aanmoedigde ter ondersteuning van het volksgeloof. Wat het sociale vraagstuk betreft had hij de overtuiging dat de liefdadigheid veel kon oplossen. Hij steunde dan ook sterk de verenigingen van Sint-Vincentius en van Franciscus-Xaverius die hulp verleenden. Vanaf 1886 ondersteunde hij de 'gilden' die aan de oorsprong lagen van de christelijke arbeidersorganisaties.
Toen in de jaren achttienvijftig in zijn geboortedorp Leffinge de parochiekerk bouwvallig was geworden en een nieuwe kerk moest worden gebouwd, maakte Faict, zodra hij leidinggevend werd in het bisdom Brugge, voldoende fondsen beschikbaar om er een grote kerk te bouwen, in overeenstemming, zo oordeelde hij, met de waardigheid van een gemeente die een bisschop had voortgebracht. De aanzienlijke kerk werd bij de afwerking en wijding in 1879 ietwat ironisch vernoemd als de kathedraal van het Noorden.

## Bisschop Faict en Guido Gezelle
Faict en Guido Gezelle ontmoetten elkaar voor het eerst in 1849, toen de eerste superior werd van het kleinseminarie waar de tweede schoolliep. De contacten verliepen ongetwijfeld goed, want toen enkele jaren later Gezelle de wijding van subdiaken ontving en voortaan het dagelijks breviergebed begon, kreeg hij van de superior een brevier in vier delen ten geschenke. Toen hij, na zijn priesterwijding, zijn eerste jaar als leraar in het kleinseminarie had volbracht schreef Faict aan de bisschop over hem in zijn jaarverslag: Gezelle, in ieder opzicht voortreffelijk, een echte glorie en troost voor zijn superior. Enkele maanden later schreef hij al even lovend naar de bisschop Gezelle: leraar cursus handel. Een echt literair talent en een uitstekend priester. Misschien nog wat weinig gecultiveerd, maar dat komt nog wel. Zowel voor hem als voor de leerlingen ware het goed dat hij leraar van de poësisklas zou worden.
Een paar jaar later was Faict vicaris-generaal geworden en toen bisschop Malou zich lovend over Gezelles eerste dichtbundel uitsprak en intekende voor tien exemplaren, is het aannemelijk dat Faict hier wel de hand in had. Zoals het ook onder zijn invloed was dat de bisschop weigerde in te gaan op het verlangen van Gezelle om naar Engeland te vertrekken en besliste dat hij deze begaafde priester in zijn eigen bisdom wilde behouden. Gezelle werd toen naar Brugge geroepen en, als halve tegemoetkoming aan zijn wens, belast met de priesteropleiding van Engelse seminaristen. Faict had echter nog meer in zicht. Hij besliste de schrijverstalenten van de jonge priester meteen ook in te zetten om een rol te spelen in de plaatselijke politiek. Het werd de stichting van 't Jaer 30 en het ontluiken van een polemisch en virtuoos talent. 
Rond de tijd dat Faict bisschop werd, bleek de gemoedelijkheid die tussen beide heren heerste uit het feit dat ze met elkaar in het Engels correspondeerden. Dit was onder meer het geval nadat Faict aanwezig was geweest op een viering ter ere van de Brugse zusters van het klooster van Bethel (de zogenaamde 'zwartzusters'), waarop Gezelle een huldedicht had voorgedragen, waarover Faict hem had gefeliciteerd.
Toen in 1872 Gezelle in moeilijkheden geraakte en onder een depressie leed, nam Faict het initiatief om hem een rustiger bediening te bezorgen, ver van Brugge. Tot aan het overlijden van Faict bleef Gezelle hem trouw volgen in zijn zienswijzen over de kerk en de maatschappij. Hun houding verschilde wel over het taalgebruik en de Vlaamsvoelende Gezelle kon het onmogelijk eens zijn met de Fransgezinde Faict, maar dit verhinderde de vriendschap en het wederzijds vertrouwen niet.

## Enkele feiten tijdens zijn bisschopsambt
- 1864: Inwijding Onze-Lieve-Vrouwekerk in Gistel
- 1865: Aanstelling van een nieuwe kracht die Guido Gezelle moest vervangen in het Engels Seminarie
- 1867: Inwijding kerk in Vivenkapelle, Damme
- 1871: Inwijding gedenkplaat in de kerk ter nagedachtenis van alle bekende pastoors van Woesten
- 1871: Wijding van de kapel van de Zwarte Nonnen in de Rijselsestraat in Menen
- 1871: Inwijding van de kerk van de Capucijnen in de Boeveriestraat in Brugge
- 1874: Inwijding Onze-Lieve-Vrouwekerk in Oudenburg
- 1874: Inwijding Carolus Borromeuskerk Doomkerke
- 1875: Inwijding Sint-Antoniuskerk in Heist
- 1876: Doomkerke tot parochie verheven
- 1879: Inwijding Onze-Lieve-Vrouwekerk in Leffinge
- 1884: Inwijding Sint-Elooiskerk op Overleie te Kortrijk
- 1885: Vivenkapelle tot parochie verheven
- 1889: Oprichting parochie Beitem met H. Godelieve Kerk
- 1891: Inwijding nieuwe kloostergebouwen van Abdij Ten Putte in Gistel

Faict werd in de crypte van de kanunniken begraven in de kapel op het Brugs kerkhof. Op 14 oktober 2002 werd zijn stoffelijk overschot, samen met dat van zijn vier onmiddellijke opvolgers overgebracht naar de Sint-Salvatorskathedraal en in een crypte onder de Sacrakapel bijgezet, waar ook al de overschotten van zijn voorgangers François-René Boussen en Joannes Baptista Malou, respectievelijk in 1848 en 1864 waren bijgezet.